# Sonata di Vinteuil
La sonata di Vinteuil è una composizione musicale immaginaria presente nel romanzo Alla ricerca del tempo perduto di Marcel Proust, citata più volte in tutta l'opera e in particolare nel capitolo intitolato Un amore di Swann nel primo volume Dalla parte di Swann.
La sonata è stata scritta per violino e pianoforte dal signor Vinteuil, personaggio del romanzo che nel paesino di Combray è considerato un modesto insegnante di pianoforte, nonostante in realtà sia un geniale compositore. Nel capitolo Un amore di Swann, Charles Swann ne ascolta il movimento centrale, un adagio, in versione per pianoforte solo nel salotto dei Verdurin e ne rimane immensamente colpito: ricorda di averlo già ascoltato tempo prima, ma senza alcuna reazione, mentre stavolta il brano fa più effetto su di lui perché è in compagnia di Odette de Crécy, la donna di cui è innamorato; Swann abbina una «petite phrase» ("piccola frase") del brano al suo amore per Odette e ogni volta che lo sente ripensa a lei.
Proust era molto interessato alla capacità della musica di risvegliare la memoria involontaria, termine da lui inventato per indicare quei ricordi dimenticati e sprofondati nell'inconscio, impossibili da rievocare volontariamente, che però riemergono se sollecitati da uno stimolo sensoriale esterno: in questo senso, la sonata agisce su Swann come numerosi altri oggetti sul Narratore che gli consentono di sbloccare un flusso di ricordi lontani e in apparenza dimenticati, in particolare la madeleine immersa nel tè nel capitolo Combray dello stesso volume. Secondo il filosofo Gilles Deleuze, però, la sonata di Vinteuil spicca rispetto agli altri oggetti perché intangibile (al contrario della madeleine, dei campanili, della mattonella, eccetera) e le sue note, benché prodotte dagli strumenti musicali che sono oggetti fisici, sono la rappresentazione sonora di «un'entità completamente spirituale».

## Compositore e titolo
All'interno del romanzo, la sonata è un lavoro contemporaneo composto dal signor Vinteuil (nome proprio sconosciuto), musicista di campagna e insegnante di musica della prozia del Narratore. È descritto come un uomo orgoglioso del proprio lavoro compositivo, ma così insicuro da non esibirlo mai in pubblico: quando un ospite lo viene a trovare espone gli spartiti sul pianoforte, ma appena prima che l'ospite apra la porta li rimuove. Secondo il romanzo, Vinteuil ha scritto anche un settetto e delle variazioni religiose per organo, e ha una figlia che lui ama molto, ma da cui non è amato a sua volta: come il Narratore osserva spiando dalla finestra, dopo il funerale del padre costei si intrattiene sessualmente con la sua amante, e le due donne non lesinano le offese alla memoria del defunto.
All'interno del romanzo non è reso noto il titolo della sonata, né se ha un titolo, ma è invece specificato l'organico con la notazione «per pianoforte e violino», storicamente documentata al tempo di Proust, ma opposta a quella "per violino e pianoforte", maggiormente diffusasi durante il XX secolo.

## Possibili modelli della sonata
Nonostante Proust non fosse un musicista professionista, amava la musica dei maestri del passato e dei suoi contemporanei, e ne aveva una conoscenza abbastanza vasta e una competenza tecnica abbastanza buona da poterne descrivere efficacemente i particolari.
Analizzando il testo de Alla ricerca del tempo perduto e la precisione con cui è descritta la musica, vari musicologi hanno ipotizzato che l'autore potrebbe avervi nascosto sotto falso nome un vero brano da lui ascoltato e da cui potrebbe essere stato ispirato. A questo proposito, Proust dichiarò che la sonata di Vinteuil non rappresenta nessuna specifica sonata veramente esistente, ma piuttosto un collage di varie impressioni musicali unite insieme: nell'aprile del 1918 l'autore scrisse a Jacques de Lacretelle che la sonata era il risultato di varie singole suggestioni tratte da opere di Camille Saint-Saëns, César Franck, Gabriel Fauré, Ludwig van Beethoven, Richard Wagner e altri. Nonostante ciò, e alla luce del fatto che spesso le dichiarazioni di Proust sul suo romanzo si contraddicono, cambiano nel tempo o sono deliberatamente false per "sviare" il lettore, vari studiosi e musicisti hanno comunque confrontato le parole di Proust con partiture musicali, riconoscendo in alcune specifiche opere le stesse caratteristiche della sonata di Vinteuil.

### César Franck
L'opera più spesso citata è la Sonata per violino e pianoforte di César Franck del 1886, certamente ascoltata e molto amata dallo scrittore, in cui è presente un breve tema che si ripete più volte in maniera del tutto paragonabile a come descritta nel romanzo.
La sonata è inoltre citata esplicitamente nel quarto volume Sodoma e Gomorra, il che però implicitamente indica che la sonata di Vinteuil non è la sonata di Franck, ma un'opera diversa.

### Altre fonti
Il musicologo francese Georges Kan sostiene che la sonata di Vinteuil potrebbe derivare direttamente dalla Sonata n. 2 per violino e pianoforte di Johannes Brahms, individuando la «piccola frase» nella battuta 89 dell'ultimo movimento: questo passaggio in Fa diesis minore, indicato con agogica "quasi andante", si ripropone per tre volte e chiude il pezzo. Oltre alla ripetitività, Kan trova prove dell'attribuzione a Brahms anche nelle parole del personaggio di Madame Verdurin, che riferendosi alla sonata la chiama «la Nona» e dice di aver bisogno «solo del finale» o della «ouverture de I cantori»: secondo il musicologo, qua non ci si riferisce alla Sinfonia n. 9 di Ludwig van Beethoven o all'opera I maestri cantori di Norimberga di Richard Wagner, bensì proprio alla sonata di Brahms, che era la nona della sua carriera (includendo le sonate per altri strumenti) ed era soprannominata I cantori perché il finale ricordava l'ouverture dell'opera wagneriana. Kan specifica inoltre che dal 1887 esisteva una versione della sonata per pianoforte a quattro mani pubblicata da Fritz Simrock e che, contemporaneamente alla scrittura del romanzo, Paul Klengel stava lavorando a una versione per piano solo.
In un libro pubblicato nel 2015, André Vincens racconta che Marcel Proust e Reynaldo Hahn intrapresero un viaggio di quattro settimane, da loro considerato come una luna di miele, durante il quale il compositore suonò allo scrittore la sua sonata in re minore: il brano contiene un breve passaggio che colpì molto Proust, dunque Vincens suggerisce che il passaggio potrebbe essere diventato la «piccola frase» di Swann e Odette.
Nel 2017 le sorelle Maria e Nathalia Milstein, rispettivamente violinista e pianista, hanno pubblicato un album musicale e due cortometraggi in cui sostengono che Proust si sia ispirato direttamente alla sonata per violino e pianoforte in re minore, op. 36, di Gabriel Pierné.
Altra fonte possibile è la sonata per violino n. 1 in re minore, op. 75, di Camille Saint-Saëns del 1885: l'opera viene infatti citata esplicitamente in Jean Santeuil, un romanzo incompiuto di Proust risalente agli anni 1890, in cui si trova già la stessa situazione che verrà poi ripresa nel capitolo Un amore di Swann, ovvero la «piccola frase» abbinata alla nascita di un amore.
Alcuni studiosi hanno infine riconosciuto parallelismi anche in una sonata di Guillaume Lekeu indicata «per pianoforte e volino», come quella descritta da Proust.

## La sonata nella realtà
Il fascino della sonata di Vinteuil ha spinto vari musicisti e compositori a suonare le musiche che hanno ispirato Proust e a scrivere brani a essa ispirati o che sono esplicitamente dei tentativi di ricreare la sonata come descritta nel romanzo Alla ricerca del tempo perduto.

### Concerti e dischi
La sonata è stata usata come base per compilare numerosi programmi di concerti, in particolare in occasione di anniversari proustiani, come ad esempio nel 2017 alla Fundación Juan March di Madrid. Alcuni musicisti hanno pubblicato album ispirati alla sonata di Vinteuil e al mondo musicale di Proust in generale, come ad esempio La Sonate de Vinteuil delle sorelle Maria e Nathalia Milstein o The Proust Album del 2021 ideato ed eseguito dalla pianista Shani Diluka.

### Ricreazioni della sonata
- Nel 1947 il compositore Claude Pascal ha scritto una sonata per violino e pianoforte che «sarebbe potuta essere» la sonata di Un amore di Swann.
- Nel 1976 il compositore statunitense Joseph Fennimore ha scritto il Quartet after Vinteuil per clarinetto, viola, violoncello e pianoforte, e poi nel 1978 un brano per violino e pianoforte intitolato Swann in Love.
- Nel film del 1984 Un amore di Swann diretto da Volker Schlöndorff la sonata di Vinteuil è stata scritta a otto mani da David Graham, Hans Werner Henze, Gerd Kühr e Marcel Wengler.
- Il compositore cileno Jorge Arriagada ha scritto la colonna sonora per il film del 1999 Il tempo ritrovato diretto da Raoul Ruiz, e per la scena in cui viene eseguita la sonata di Vinteuil non ha utilizzato un brano preesistente, ma ne ha scritto uno apposta[19].
- Nel 2017 il compositore sudcoreano Sang-in Lee ha vinto Concorso internazionale di composizione del Festival de Prades con il sestetto Le petite phrase de Vinteuil per clarinetto, corno, violino, viola, violoncello e contrabbasso[20].